# Moritz Ludwig George Wichmann
Moritz Ludwig George Wichmann (Celle, 14 settembre 1821 – Königsberg, 7 febbraio 1859) è stato un astronomo tedesco.
Studiò presso l’Università di Gottinga ricevendo nel 1843 un premio accademico per un lavoro su un problema di geometria sferica. Nel 1844 fu chiamato da Friedrich Wilhelm Bessel come assistente all’osservatorio astronomico di Königsberg dove era installato un eliometro. Successivamente pubblicò insieme a Friedrich Argelander un lavoro sulla parallasse della stella Goombridge 1830 oltre a numerosi lavori sui planetoidi sulla librazione della Luna e sulle protuberanze solari.
A Moritz Ludwig George Wichmann la UAI ha intitolato il cratere lunare Wichmann e l'asteroide della fascia principale 7103 Wichmann.